# 附佛外道
附佛外道，又稱附佛法外道，為佛教术语，通常用以称呼被主流佛教界认为是附会佛教、歪曲与篡改佛教教义和历史的新兴宗教、宗派及学说。外道為一個佛教術語，指與佛教哲理不同的哲學或宗教組織，无贬义；附会佛法则被称附佛外道，视为邪说。

## 概論
在佛教中，稱佛教以外的宗教團體為外道，其概念與基督教及伊斯蘭教所稱的異教（英語：Paganism）相近。所謂的附佛外道，是指一些非主流的教派團體，這些教派對外宣揚自己的教義屬於佛教，但被認為採行了非正統的佛教教義，類同於基督宗教中的異端（Heresy）。天台宗智顗將外道分為三類，附佛外道為其中之一，犢子部以及說大空部都歸類在中。
附佛外道的历史回顾附佛外道由来已久，早在释迦牟尼佛创教时期即已存在。如以神通获取名利、分裂僧团、欲图佛陀教主之位的提婆达多。在佛教傳入中國後，自南北朝開始，民間就陸續出現以佛教為名義的新興宗教，利用宗教信仰，結合群眾，反抗政府。

## 佛教典籍
在佛教典籍《楞严经》中佛陀预言，在末法时期，群邪魔布满行走于这个世界，纷纷自称具有无上功德与神通，并欺骗蛊惑世人，使其对佛法失去信念及正确认识，更有甚者会因此家破人亡。并指名这些附佛外道会自称是佛，并身着佛衣、行受礼、诽谤佛法、侮辱出家众。他们还会自称是释迦牟尼的儿子与兄弟，并声称因为如此，不用修行就自然能修成佛法。他们还会声称佛和菩萨也有大小、先后、真假、男女之分。这些外道邪说最为蛊惑，如果轻信则深陷不已。佛菩萨化身度化众生，为称赞佛法，使人了解佛法妙处、起信心，绝非自称为某某菩萨、罗汉；相反，则必然为附佛外道邪说。作为末法时期的佛教徒，必须传正法以使众生醒悟并明白佛法意理，捍卫佛法尊严，使其免受邪教魔道的蛊惑。

## 附佛外道的特徵
歷史上形形色色的附佛外道，大略表現出以下共同特徵：
- 喜談神通自我吹捧、怪力亂神、妖言惑眾[13]：如真佛宗，在每個著作中說自己如何了不起，降伏某某護法，並說某某法王皈依其門下；而宋七力則是藉顯像照片、分身能力來吸引信眾。通常，佛教禁忌談论神通和自我吹捧[14]。
- 教主崇拜[13]：教主自稱大師要求教眾對教主進行崇拜。盧勝彥的弟子稱他為聖尊，並且把盧勝彥做成佛像當商品販售，讓信徒请回去膜拜；奧姆真理教創始人麻原彰晃曾自稱神仙，後來自稱擁有超能力並要求信徒膜拜他[15]。
- 依附他宗：教主自稱某佛、某法王轉世，或稱自己就是某神佛甚至某些神佛[16]；或與某法王等合影，稱已得傳承。如盧勝彥自稱自己是蓮生活佛[17]。
- 褒同貶異：在著作、演說中褒揚教主與同道人士，自稱正法，稱某些傳統宗教為邪教，甚至稱傳統佛教教派為邪道、稱傳統佛教的知名人士為邪派人物。但是如果此項所涉道場的法義符合佛陀經典所說內容，就是屬於摧邪顯正的說法，就是玄奘大師《成唯識論》所說的：「若不摧邪，難以顯正。」而不是褒同貶異。如佛教正覺同修會長期批評藏傳佛教非佛教就是褒同貶異得代表。
- 自創教典：在著作中聲稱某些佛教經典甚至所有佛教經典是錯誤的或假造的，對佛教經典的部分內容進行他人從未做過的特異解釋；在教義、信條、象徵符號等方面套用其它宗教或現代科學的內容；自創教義、信條。真佛宗盧勝彥的真佛經，其內容自誇自己是白蓮花童子[17]。
- 盈利行為：以製造並販賣法器、書籍等方法，出起天價，收取暴利。
- 違背傳統教義：在著作、演說中闡述違背傳統佛教教義的觀點[18]，如反對傳統佛教的禁慾等清規戒律、聲稱可即身成佛、聲稱可以以性愛修練佛法[19]。
- 貪財，貪圖名聞利養。

## 附佛外道舉例

### 清海
越南的“觀音法門”為清海無上師自創的法門，與觀世音菩薩並無關連。清海倡導的教義含有基督教等非佛教的成分，個人言行與傳統佛教教義也有所出入，其從事珠寶設計和展覽、服裝設計和展覽等多種社會活動，通過社會活動和販賣商品賺取了大量財富。

### 奧姆真理教
日本奧姆真理教（教主為麻原彰晃），曾製造東京地鐵沙林毒氣事件。日本政府稱其私藏武器、製造化學武器、用化學武器襲擊平民的行為是恐怖主義行徑，逮捕了教主麻原彰晃與部分信徒，並判處麻原彰晃死刑。麻原彰晃曾與信徒組織真理黨參加第39屆日本眾議院議員總選舉，但失敗。麻原彰晃自稱得到「佛祖真傳」、會傳心術。

### 真佛宗
盧勝彥自稱為佛而創立之搞個人崇拜的真佛宗，雖自稱是密宗；並自創密咒及修法儀軌，與密宗修持方式有所不同。所以備受爭議，因此台灣及馬來西亞的正統佛教團體也均判定盧勝彥所創的真佛宗為附佛外道。中華人民共和國公安部亦早於1995年明指真佛宗為被政府認定為邪教的團體。台灣、香港與美國媒體媒體皆曾報導盧勝彥藉雙修法騙色的新聞。

### 华藏宗门
华藏宗门，又称“华藏功”、“华藏法门”，由中国广东省揭阳市惠来县男子吴泽衡于1990年创立的一门新兴宗教。2014年7月30日，广东省公安机关开展代号“猎枭行动”，公开查处取缔了华藏宗门，对21名涉案人员依法予以刑事拘留。

### 佛教如來宗
是一個以靜坐為主的台灣修行團體，由一位自稱「已成就佛道」的人生導師「妙禪」（本名劉錦隆，後改為劉妙如）創立。

## 參见
- 外道
- 異教
- 異端
- 新兴宗教
- 邪教

## 索引
1. ↑  .   [2009-10-19]. （原始内容存档于2009-02-01）.
2. ↑  《摩訶止觀》卷十上：“邪人不同又為三：一、佛法外外道，二、附佛法外道，三、學佛法成外道。”
3. ↑  《摩訶止觀》卷10：「邪人不同又為三：一、佛法外外道，二、附佛法外道，三、學佛法成外道。……二、附佛法外道者，起自犢子、方廣。自以聰明讀佛經書而生一見，附佛法起，故得此名。犢子讀《舍利弗毘曇》自制別義言：我在四句外，第五不可說藏中。……今犢子計我異於六師，復非佛法，諸論皆推不受，便是附佛法邪人法也。……又方廣道人自以聰明，讀佛十喻，自作義云：不生不滅，如幻如化，空幻為宗。龍樹斥云：非佛法。方廣所作，亦是邪人法也。」
4. ↑  心悟著. . 武汉：湖北人民出版社. 2015.05: 221. ISBN 978-7-216-08568-7.
5. ↑  张子军著. . 北京：现代出版社. 2016.05: 119. ISBN 9787514347814.
6. ↑  陳兵. . 《佛教文化》1999年第5期. 佛教文化.   [2016-06-24]. （原始内容存档于2009-02-01）.
7. ↑  《楞严经》：“彼等群邪，亦有徒众，各各自谓，成无上道。我灭度后，末法之中，多此妖邪，炽盛世间，潜匿奸欺，称善知识，各自谓己，得上人法，玄惑无识，恐令失心，所过之处，其家耗散。”
8. ↑  《楞严经》：“自言是佛，身著白衣，受比丘礼，诽谤禅律。”、“诽毁戒律，轻贱出家。”
9. ↑  《楞严经》：“口中常说十方众生皆是吾子，我生诸佛，我出世界，我是元佛，出世自然，不因修得。”
10. ↑  《楞严经》：“口中好言佛有大小，某佛先佛，某佛后佛，其中亦有真佛假佛，男佛女佛，菩萨亦然。其人见故，洗涤本心，易入邪悟。此名魅鬼年老成魔，恼乱是人。厌足心生，去彼人体。弟子与师，俱陷王难。”
11. ↑  《大佛顶首楞严经四种决定清净明诲》（唐天竺沙门般刺密谛译）：“我灭度后，教诸菩萨及阿罗汉，应身生彼末法之中，作种种形，度诸轮转，或作沙门、白衣居士，人王、宰官、童男童女，如是及至淫女寡妇、奸偷屠贩，与其同事，称赞佛乘，令其身心入三摩地，终不自言我真菩萨、真阿罗汉，泄佛密因，轻言未学，唯除命终，阴有遗付。”
12. ↑  《楞严经》：“汝等必须将如来语，于我灭后传示末法，遍令众生开悟斯义，无令天魔得其方便，保持覆护成无上道。”
13. 1 2 3  济群. . 戒幢佛学研究所. 2002: 79.
14. ↑  金泽，邱永辉主编. . 北京：社会科学文献出版社. 2011.07: 234. ISBN 978-7-5097-2539-9.
15. 1 2  .   [2009-10-19]. （原始内容存档于2016-03-04）.
16. ↑  吴凡主编. . 北京：华夏出版社. 2014.11: 222. ISBN 978-7-5080-8141-0.
17. 1 2 3 4  金东吉主编. . 北京：社会科学文献出版社. 2008.05: 78. ISBN 7-5097-0152-X.
18. ↑  三亚南山寺编. . 北京：宗教文化出版社. 2013.09: 111. ISBN 978-7-80254-620-2.
19. 1 2  郑颂英著. . 中国县镇年鉴社. 2001.02: 25–26.
20. ↑  广东佛教编辑部编辑. . 广东省佛教协会. : 132.
21. ↑  济群. . 戒幢佛学研究所. 2002: 78.
22. ↑  赵秉志，张军主编；中国法学会刑法学研究会编. . 北京：中国人民公安大学出版社. 2003.10: 1065. ISBN 7-81087-474-8.
23. ↑  郑颂英著. . 中国县镇年鉴社. 2001.02: 25.
24. ↑  刘鹏主编. . 贵州大学出版社. 2015.07: 257. ISBN 978-7-81126-799-0.